# 斜长石

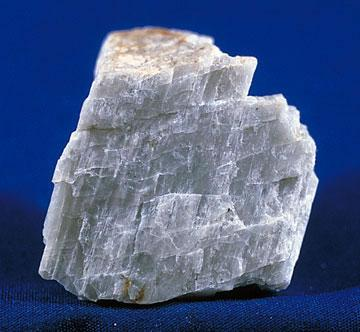
斜长石标本，其表面由于解理形成类似唱片表面的刻痕状。（比例未知）

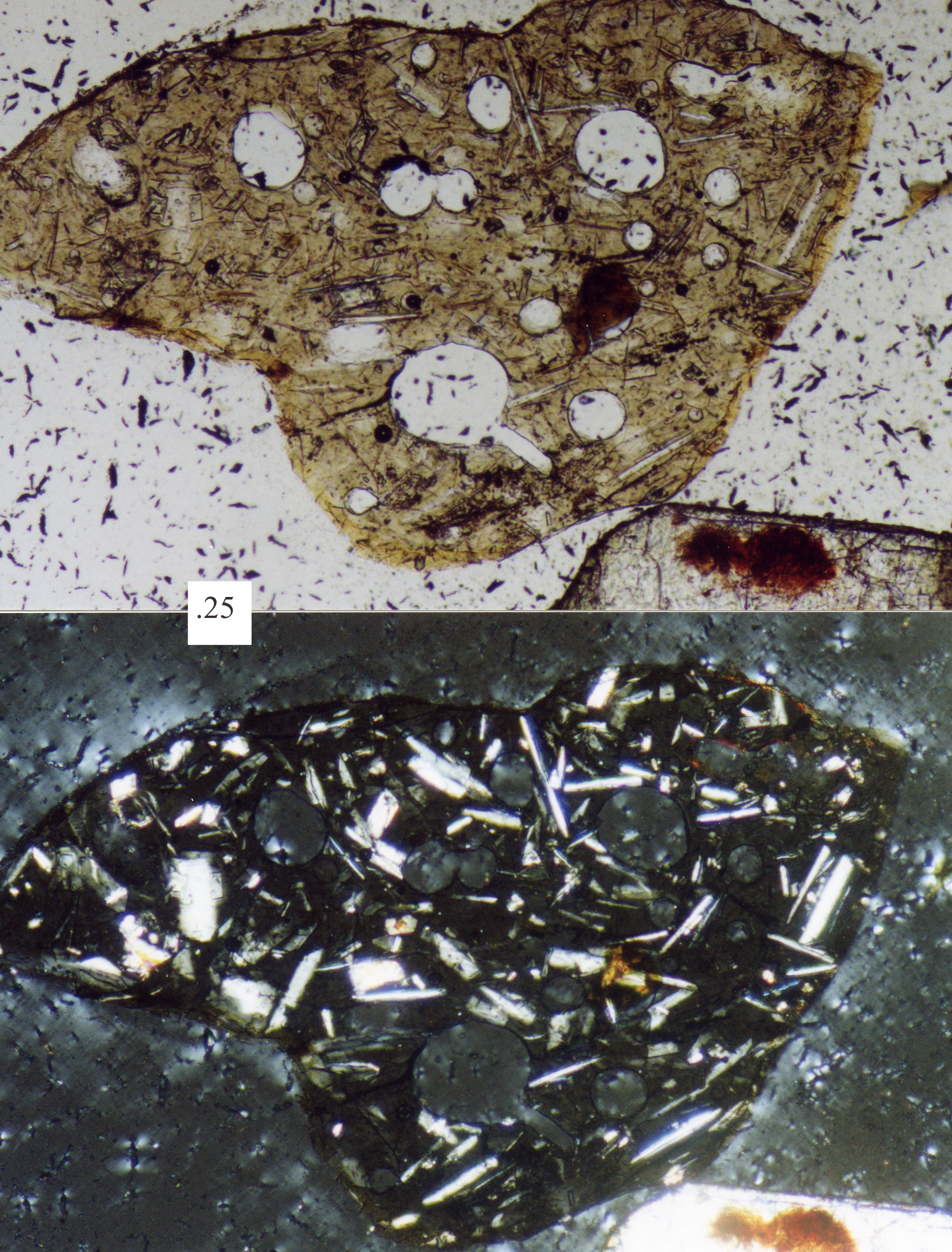
极细的斜长石晶粒组成火山岩中的微晶结构。上图为平面偏振光下的显微照片，下图为交叉偏振光下的显微照片。左中部的方块型比例尺为0.25毫米。

斜长石（英語：Plagioclase）是长石的一种，是一种在地球上很常见且很重要的硅酸盐矿物。斜长石并没有特定的化学成分，而是由钠长石和钙长石按不同比例形成的固溶体系列。“斜长石”这个名称来源于希腊语中的“倾斜的切面”，指其二向完全解理的两个不同夹角。斜长石是两种矿物的固溶体这一性质首先是由德国矿物学家约翰·海赛尔(Johann F. C. Hessel)于1826年发现的。在斜长石中，钠原子和钙原子可以在晶格中相互替代，按此两种原子的比例可将斜长石继续划分成从钠长石到钙长石的不同子类。在地质样品中，斜长石常因其易形成孪晶，以及表面由于解理形成类似唱片表面刻痕的性质被识别出来。

## 物理性质
斜长石的比重在2.61至2.76之间，较正长石略大（后者的比重在2.54到2.57之间）；斜长石的莫氏硬度在6到6.5之间。
斜长石多为白色或灰白色，偶有浅蓝或浅绿色。依成分不同，斜长石的熔点可在1100至1550°C之间变化。
斜长石属于三斜晶系，其两组解理中，一组为完全解理，一组为中等解理，解理面夹角为86°26'。

## 化学性质
斜长石的化学成分常用钠长石（%Ab）和钙长石（%An）的百分比来表示；可以通过测量斜长石样品的折射率来得到其化学成分。斜长石样品的折射率可由全反射临界角的测量得到；样品的临界角随钠长石的比例（%Ab）变化。依钠长石和钙长石的比例，斜长石类共分为6个矿物种：钠长石、奥长石、中长石、拉长石、培长石和钙长石。斜长石的分类及其相应化学成分如下表所示（其中%Ab是钠长石的比例，%An是钙长石的比例）：
| 矿物名 | NaAlSi3O8所占百分比(%Ab) | CaAl2Si2O8所占百分比(%An) |
| ------ | ------------------------ | ------------------------- |
| 钠长石 | 100–90                   | 0–10                      |
| 奥长石 | 90–70                    | 10–30                     |
| 中长石 | 70–50                    | 30–50                     |
| 拉长石 | 50–30                    | 50–70                     |
| 倍长石 | 30–10                    | 70–90                     |
| 钙长石 | 10–0                     | 90–100                    |

### 钠长石
钠长石的英文名Albite语出拉丁文albus，意为“白色”，指其经常呈现出接近纯白的颜色。钠长石是一种相对常见且重要的造岩矿物，常与一些酸性岩石有关，如伟晶岩岩脉。钠长石常与一些更罕见的矿物如电气石和绿柱石一起成岩。

### 钙长石
钙长石由矿物学家Rose于1823年命名，其英文名源自希腊语“倾斜”，指其晶体结构属于三斜晶系。钙长石相对来说较为罕见，但常在基性钙-碱金属深成岩中出现。
介于钠长石和钙长石之间的斜长石类型相互很相似，除非利用其光学性质，否则很难区分。

### 奥长石
奥长石常见于花岗岩、正长岩、闪长岩和片麻岩。它常与正长石共生。奥长石的英文名来自于希腊语中的“小”和“破裂”，指其解理交角明显不同于90°。日长石主要由奥长石（有时会有钠长石）构成，有时中间会有赤铁矿的小薄片。

### 中长石

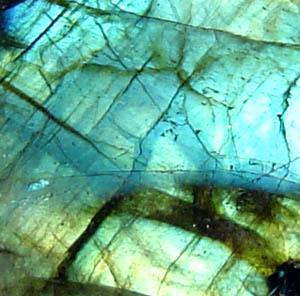
拉长石呈现出很明显的变彩特征。（比例未知）

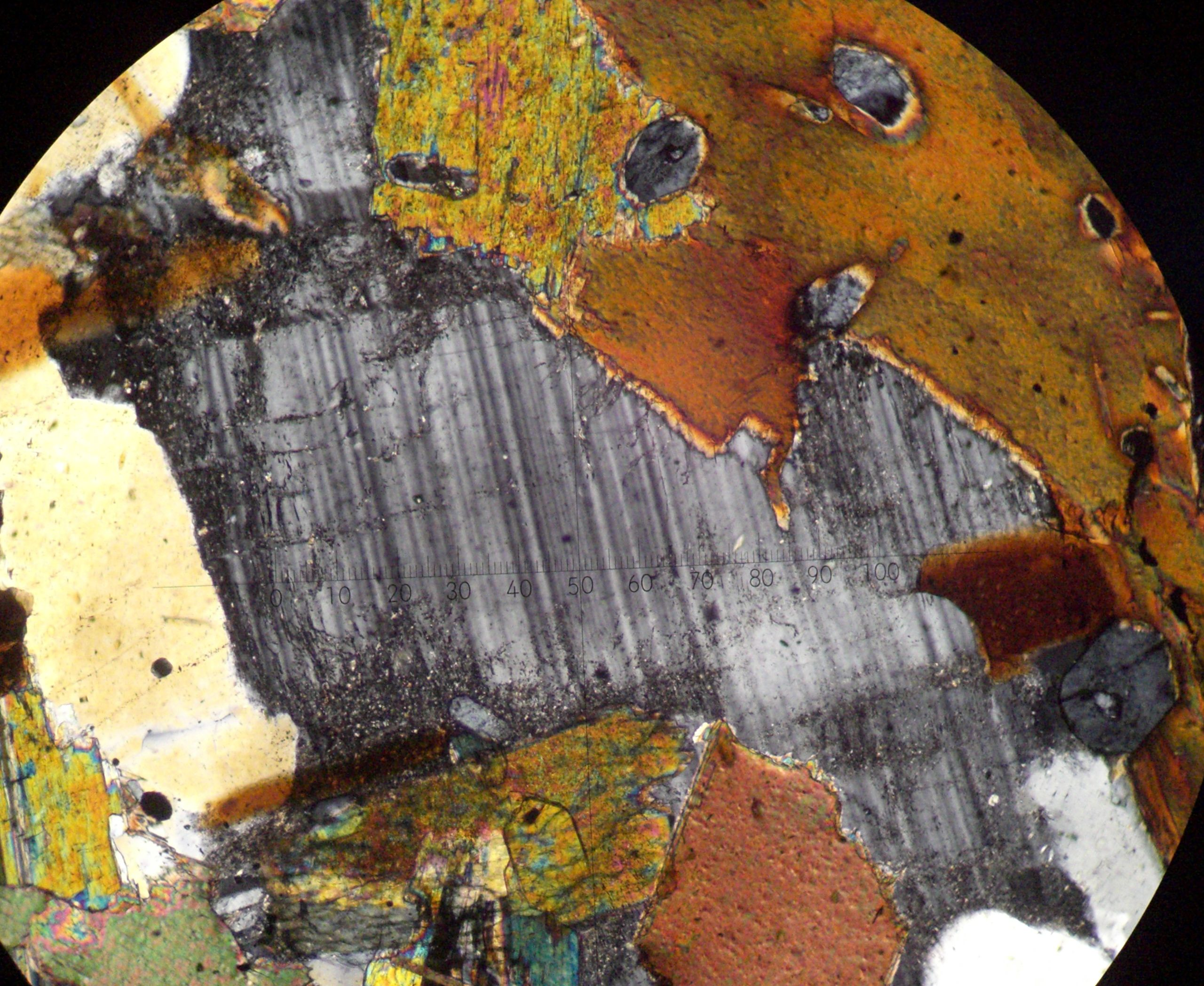
在偏振光下拍摄的斜长石晶体显微照片。在此图中斜长石晶体显出与众不同的条带状结构，这种现象叫做孪晶。（比例未知）。

中长石是在含有中等水平二氧化硅的岩石中的特征矿物，例如闪长岩及其相应的喷发岩如安山岩等。

### 拉长石
拉长石是一种出现在偏基性岩石（如闪长岩，辉长岩，安山岩和玄武岩）中的特征长石，经常与某些辉石或者角闪石共生。拉长石常因其变彩特性而显出多种颜色，这一特性是由于光线在其晶体内部的片状结构上折射所致。拉长石因为拉布拉多地区而命名；在这一地区的侵入性火成岩安山岩几乎完全由斜长石构成，而拉长石是其中的一种重要成分。一些拉长石的变种在芬兰被发现，并被命名为谱长石。

### 倍长石
倍长石以加拿大渥太华的旧名“Bytown”命名，是一种很罕见的矿物，偶尔可在十分基性的岩石中被发现。

## 地球科学应用
在地球上，斜长石是地壳的主要组成成分。在岩石学中也常被用于检测火成岩的成分，起源以及演化。斜长石也是月球表面的主要组成成分。